# دوراتکس
دوراتکس (به پرتغالی: Duratex) شرکت صنایع چوب برزیلی است، که در سال ۱۹۵۱ راه‌اندازی شد و در سال ۱۹۷۱ پس از ادغام با شرکت صنایع استیپل، توسعه یافت. مالک اصلی این شرکت کمپانی برزیلی ایتاوسا می‌باشد.
شرکت دوراتکس در حال حاضر هشتمین تولیدکننده پنل‌های چوبی در جهان است، همچنین مالک ۱۰ کارخانه تولید محصولات صنعتی بوده و در زمینه تولید و عرضه سرامیک‌های چینی، انواع محصولات و لوازم فلزی و تزئینات خانگی بر پایه چوب فعالیت می‌نماید.
دفتر مرکزی این شرکت در شهر سائوپائولو، برزیل قرار دارد و بخشی از سهام آن در بازار بورس سائوپائولو معامله می‌شود. شرکت دوراتکس هم‌اکنون دارای عملیات در کشورهای آرژانتین، ایالات متحده آمریکا و اروپا می‌باشد.